# Свинцовый карандаш
Свинцовый карандаш — графический инструмент в виде стержня, изготавливаемый из пишущего материала в виде свинца (или его сплава с другими металлами). Свинец (как и уголь) использовался для рисования первоначально в виде куска. Однако такой способ имел свои недостатки (так, громоздкость могла приводить к судорогам руки и затрудняла нюансировку при рисовании и письме). Свинцовый штифт (с круглым или квадратным сечением) был популярен в XIII—XVII веках. Считается, что он восходит к стилосу, который широко применяли в античности и Средние века. В XII веке немецкий монах Теофил Пресвитер писал о соединении свинца и олова, которые он применял вместе с линейкой и циркулем для черчения на деревянной доске. Предполагается, что пропорция этих металлов составляла два к одному, и их называли свинцовыми невзирая на их форму и состав. Точно установить, когда появились такие инструменты, описанные Теофилом, не представляется возможным. Свинцовые карандаши по своим графическим возможностям сильно уступали перу и чернилам, но их продолжали использовать ещё в Средние века для каллиграфических целей (при нанесении полей и линий). Со временем для удобства свинцовые карандаши стали оборачивать в бумажные обёртки. Считается, что это было дешёвым способом для избавления от проблемы грязных пальцев в результате соприкосновения с металлом. Эта проблема была известна ещё со времён Плиния Старшего, который писал в «Естественной истории» о золоте: «Ещё одна более важная причина его ценности заключается в том, что оно чрезвычайно мало изнашивается от употребления, тогда как при использовании серебра, меди и свинца для прочерчивания линий с них сходит вещество, пачкающее руки». Такими карандашами перестали пользоваться только в начале XX века.
След свинцового карандаша был неярким, но достаточно читаемым, что сделало свинцовый штифт незаменимым при работе над подготовительным рисунком. Чтобы линии, оставляемые штифтом на основе, были более чёткими, к свинцу стали добавлять олово. Кроме того, использовались висмут, ртуть. Такие добавки позволяли добиться лучших результатов при письме, меньше изнашивались и царапали писчий материал (папирус, пергамент, бумага). При рисунке линии свинцового штифта легко растушёвывались, для корректировки рисунка применяли хлебный мякиш. В XIV веке появились стержни из свинца с цинком, получившие название «серебряные карандаши». Параллельно с этими приспособлениями использовался и карандаш из серебра, собственно палочка из этого металла, серебряный штифт. Для рисования также использовались различные свинцовосодержащие руды, нарезанные на стержни. Так как они были хрупкими, то с XIV века их заключали в кожаный либо деревянный футляры, получая прообраз современного карандаша. И свинцовый, и серебряный штифты дают деликатные линии, подходящие для работы тонким штрихом. Со временем линии, нанесённые свинцовыми карандашами, в результате окисления темнели. В качестве инструмента для рисования они пользовались популярностью у художников до XVII века, но их применяли и позднее.
После открытия в Англии в 1664 году месторождения графита (называемого плюмбагином) в Борроудейле (Камберленд), а затем и месторождений в Германии, «чёрный свинец» стал вытеснять свинец как материал для рисования. Однако графит оставался дорогим вплоть до XIX века, поэтому грифели из свинца использовались ещё долгое время. Так, ещё в XIX веке школьники линовали тетради свинцовыми грифелями. Американский писатель вспоминал, что в 1820-х годы в северной части штата Нью-Йорк «гусиные перья использовались для копирования прописей, а свинцовые карандаши — для разлиновки; простые карандаши, хотя и были распространены, не являлись обязательным элементом школьной жизни». Свинцовые инструменты для разлиновки часто изготавливались самими учениками. Для этого вырезался полый корпус из соснового дерева и вовнутрь заливался расплавленный свинец (часто в форме топора или томагавка).